# 佐奈田桂
佐奈田 桂（さなだ かつら、1922年 - 2006年）は、1950年頃から2000年までの約50年間、三河湾伊勢湾海難救助隊隊長として、ボランティアによる海難救助活動を続けた人物である。海をこなよく愛し、晩年「海人 萬灯庵悟空」を名乗り、人助けをしたいと様々な社会活動に尽力した。

## 活動
1950年頃、三河湾を舞台に海難救助活動を開始した。当時はライフセーバーのように泳いで溺者や漂流者の救助を行ったが、昭和30年代初めには、蒲郡競艇場からベニア板製のボートの払い下げを受けて、以降自費で9隻もの救助艇を乗り継ぎ、救助効率の向上と活動の拡大に努めた。
1976年より2000年まで、社団法人日本水難救済会に入会、蒲郡救難所長に就任した。出動件数は160件以上となっているが、届出の無いもの、死体の収容出動を含めると300件以上となる。さらに、活動をはじめた1950年以降、救難所長就任までの海難救助実績を加えると、600件を超える実績をあげている。

## 表彰歴
- 1975年7月　海上保安庁長官表彰
- 1986年7月　運輸大臣表彰
- 1987年4月　勲六等瑞宝章
- 1987年4月　第四管区海上保安本部長 感謝状
- 1992年1月　蒲郡警察署長 感謝状
- 2000年7月　蒲郡市長 感謝状
- 2002年5月　日本水難救済会名誉総裁章

これらの他にも、社会に対する貢献度は極めて大きいとして、警察、市長など関係機関から多数の表彰を受けている。

## エピソード
佐奈田の活動は50年以上にわたって続けられたため、いくつかの逸話が残されている。
- 1963年10月7日、朝日新聞社から「10年間で溺れた人100人を救助した」として明るい社会賞の受賞を報道されたことや、この頃当時NHKの人気番組であった「私の秘密」に出演し、以後も救助活動をするたびにマスコミ各社が報道したために多くの賛同者を得ることができ、全国で初めて組織的な海難救助隊を結成した。
- 2002年、日本水難救済会初の名誉総裁章を受けるに当たり、50年にわたり救助活動を続け、600人を超える救助実績は他に例を見ない「極めて抜群の功績」という表現で、個人の受章となった。
- 公式な報告のない救助活動も多く、没後見つかったメモによれば1966年7月には救助819人、救助した船舶363隻、水死体発見引き上げ40人超とあり、2002年に海難救助活動を引退するまで相当の救助数になっていたと思われる。

## 茶裸坊鼓
1976年7月8日、NHKで「救助艇チャラボコ号出動」という30分のドキュメント番組が放映された。また、同年6月24日には東愛知新聞においても「出番だ！ちゃらぼこ号（海難救助艇）」という記事が載っている。いずれも、三河湾伊勢湾海難救助隊の活動を報じているものであるが、救助艇「ちゃらぼこ号」の名前がタイトルになっている。
この風変わりな名前は、地元・蒲郡市の町興しにつながることを願って、佐奈田が自費で製作・レコーディングした新郷土音楽「茶裸坊鼓」という太鼓の曲から佐奈田自身が付けたものである。この名前は船が変わっても継承された。
また、この茶裸坊鼓は萬屋錦之介主演のTVドラマ「破れ傘刀舟悪人狩り 深海の聖女」で題材に使われ、佐奈田もゲスト出演している。
佐奈田は起業アイデアマンとしても知られており、こうできたらよいな、という思いの実現をプロデュースできる人物であったようで、その実力は様々な業界が認めており、多くの相談を受けていた。